# Козяк
Козя́к (болг. Козяк) — село в Силістринській області Болгарії. Входить до складу общини Дулово.

## Населення
За даними перепису населення 2011 року у селі проживали 326 осіб.
Національний склад населення села:
| Національність   | Кількість осіб | Відсоток |
| ---------------- | -------------- | -------- |
| болгари          | 44             | 13,5%    |
| інша             | 278            | 85,5%    |
| Всього відповіли | 325            |          |

Розподіл населення за віком у 2011 році:
Динаміка населення: